# ルーニ
ルーニ（伊: Luni）は、イタリア共和国リグーリア州ラ・スペツィア県にある、人口約8,300人の基礎自治体（コムーネ）。
以前は、オルトノーヴォ（伊: Ortonovo）と呼ばれていたが、ルーニへの名称変更が2017年4月20日より実施された。

## 地理

### 位置・広がり
ラ・スペツィア県南東部に所在する。

#### 隣接コムーネ
隣接するコムーネは以下の通り。括弧内のMSはマッサ＝カッラーラ県所属を示す。
- カッラーラ (MS)
- カステルヌオーヴォ・マグラ
- フォズディノーヴォ (MS)
- サルザーナ

### 地震分類
イタリアの地震リスク階級 (it) では、3 に分類される
。

## 行政

### 分離集落
ルーニには、以下の分離集落（フラツィオーネ）がある。
- Annunziata, Caffaggiola, Casano (sede comunale), Dogana, Isola, Luni Scavi, Luni Mare, Luni Stazione, Nicola, Ortonovo, Serravalle